# رتیل زانوقرمز مکزیکی
رتیل زانوقرمز مکزیکی(نام علمی: Brachypelma smithi)
دارای رنگ سیاه و قهوه ای تیره غالب با پاهای قهوه ای روشن و زانوهایی به رنگ مشخص نارنجه متمایل به قرمز براق هستند. شکم آنها در میان موهای پرز مانند قهوه ای و خاکستری رنگ پوشانده شده‌است.

## اندازه
این‌گونه از رتیل‌ها می‌توانند فاصله ای حدود ۱۷ سانتی‌متر بین دو پای خود داشته باشند.

## طول عمر
طول عمر نرها بین ۳ تا ۶ سال می‌باشد و ماده‌ها بیش از ۲۵ سال عمر می‌کنند.

## تکثیر

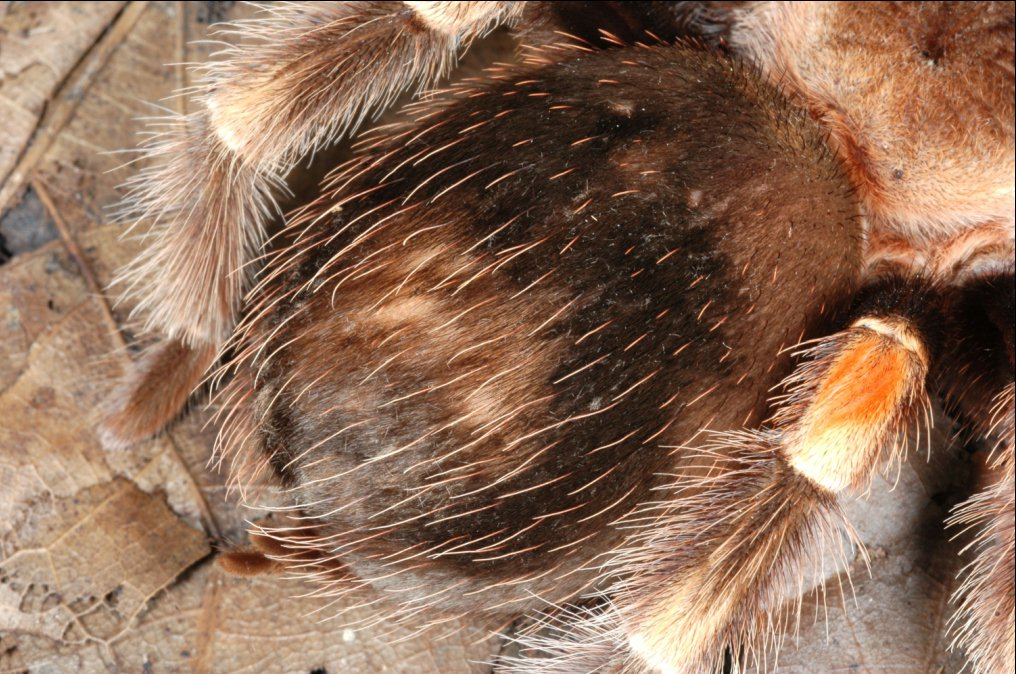
نمایی نزدیک از رتیل زانو قرمز مکزیکی

رتیل‌های ماده در صورت داشتن دوره سرد (دوره سرما) بیشتر و بهتر آماده جفت گیری می‌شوند. زمانی رتیل نر بالغ یک شبکه اسپرم بسازد نشان دهنده آمادگی او به رتیل ماده است. او باید در محفظه زندگی رتیل ماده قرار بگیرد. رتیل نر به سمت مخفیگاه رتیل ماده حرکت می‌کند، سپس با دستان جلویی خود با حرکتی لرزش وار به زمین ضربه زده و رتیل ماده را ترغیب به خروج از مخفیگاه می‌کند. به محض خروج رتیل ماده، رتیل نر به سمتش حمله‌ور شده و به حالتی که بالاتر از او قرار گیرد آن را می‌گیرد تا به نقطه مورد نظر خود برای جفت گیری دسترسی خوبی داشته باشد. در این زمان رتیل نر بوسیلهٔ یکی از اندام‌های شبه حرکتی خود، اقدام به قرار دادن کیسه اسپرم در داخل بدن رتیل ماده می‌کند. اگر عمل جفت گیری و قرار دادن کیسه اسپرم در داخل بدن ماده به درستی انجام گرفته باشد، یک کیسه حاوی تخم ظرف چند هفته آینده، توسط رتیل ماده گذاشته می‌شود. این کیسه تخم می‌تواند شامل ۲۵۰ عدد بچه رتیل باشد. پس از جفت گیری رتیل نر معمولاً پس از چند هفته خواهد مرد.